# Hundested Kommune
| Strukturdaten       | Strukturdaten   |
| ------------------- | --------------- |
| Sitz der Verwaltung | Hundested       |
| Fläche              | 31,63 km²       |
| Einwohner           | 9.765 (2004)    |
| Kommune seit 2007   | Halsnæs Kommune |

Hundested Kommune war bis Dezember 2006 eine dänische Kommune im damaligen Frederiksborg Amt im Norden der Insel Seeland. Seit Januar 2007 ist sie zusammen mit der ehemaligen Kommune Frederiksværk Teil der neugebildeten Halsnæs Kommune, welche bis 31. Dezember 2007 Frederiksværk-Hundested Kommune genannt wurde.